# 구러우구 (난징시)

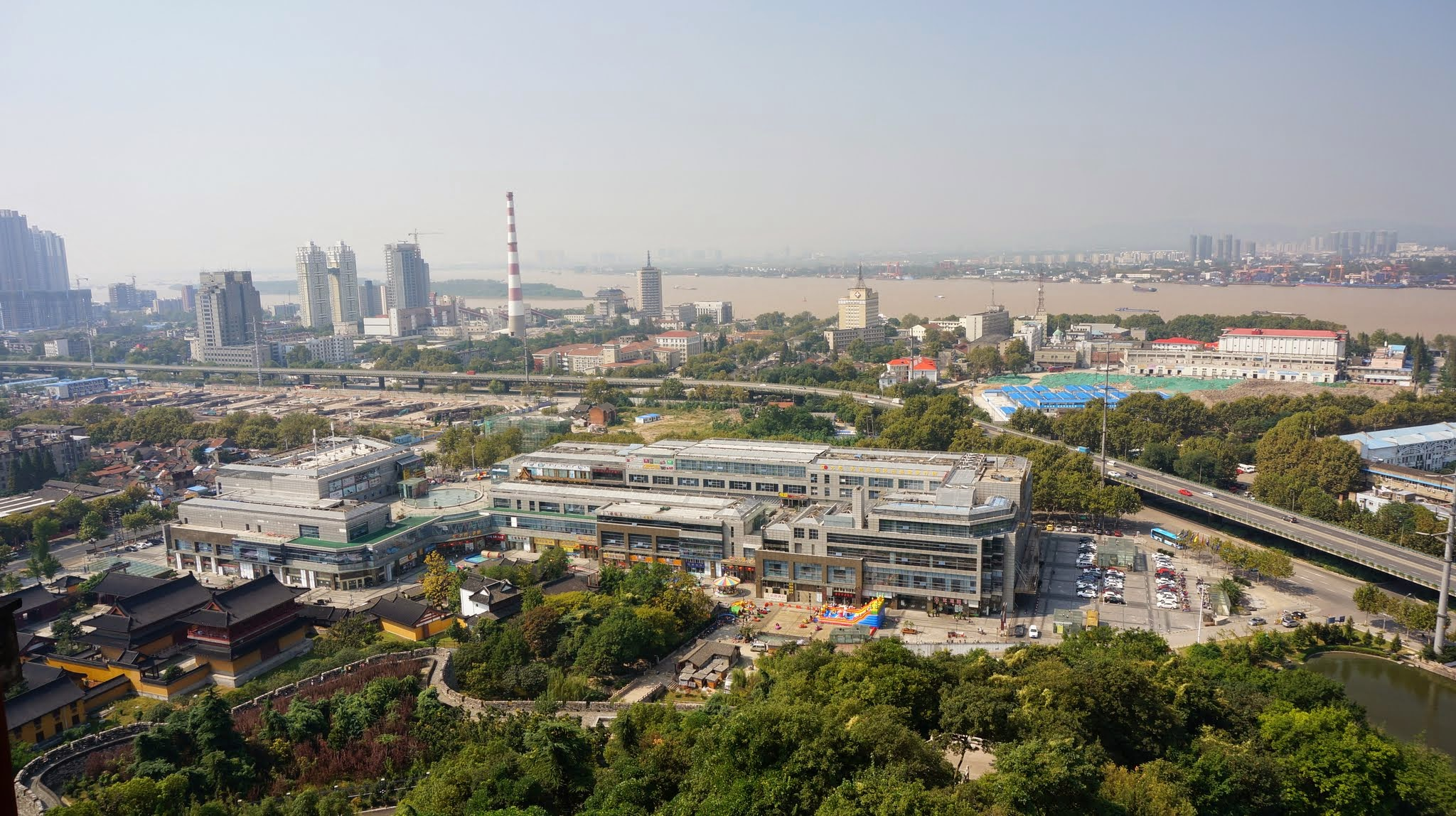

구러우구(한국어: 고루구, 중국어: 鼓楼区, 병음: Gǔlóu Qū)는 중화인민공화국 장쑤성 난징시의 행정구역이다. 넓이는 25km2이고, 인구는 2007년 기준으로 700,000명이다.

## 행정 구역
7개 가도를 관할한다.
- 가도: 宁海路街道, 华侨路街道, 湖南路街道, 中央门街道, 挹江门街道, 江东街道, 莫愁湖街道.